# Шарьинка

Шарьинка — река в России, протекает в Шарьинском районе Костромской области. Устье реки находится в 510 км по левому берегу реки Ветлуги. Длина реки составляет 24 км, площадь водосборного бассейна 144 км².
Исток реки находится в 5 км к востоку от города Шарья и является охраняемой территорией. Всё среднее течение реки проходит в черте города Шарья, также в черте города в Шарьинку слева впадают небольшие речки Полудёновка и Берёзовка. Шарьинка впадает в Ветлугу в 7 км к юго-западу от Шарьи.

## Данные водного реестра
По данным государственного водного реестра России относится к Верхневолжскому бассейновому округу, водохозяйственный участок реки — Ветлуга от истока до города Ветлуга, речной подбассейн реки — Волга от впадения Оки до Куйбышевского водохранилища (без бассейна Суры). Речной бассейн реки — (Верхняя) Волга до Куйбышевского водохранилища (без бассейна Оки).
По данным геоинформационной системы водохозяйственного районирования территории РФ, подготовленной Федеральным агентством водных ресурсов:
- Код водного объекта в государственном водном реестре — 08010400112110000041776
- Код по гидрологической изученности (ГИ) — 110004177
- Код бассейна — 08.01.04.001
- Номер тома по ГИ — 10
- Выпуск по ГИ — 0